# Huntington (Západní Virginie)
Huntington je město v okresech Cabell County a Wayne County ve státě Západní Virginie ve Spojených státech amerických. Po Charlestonu se jedná o druhé největší město v Západní Virginii. Leží na soutoku řeky Ohio a řeky Guyandotte v Apalačském pohoří.
K roku 2020 zde žilo 46 842 obyvatel. S celkovou rozlohou 48 km² byla hustota zalidnění 1 079 obyvatel na km². Město je pojmenováno po americkém průmyslníkovi Collisu Huntingtonovi. Leží v oblasti s vlhkým subtropickým podnebím.